# Alfonso Maria Ferroni
Alfonso Maria Ferroni (Rignano sull'Arno, 9 febbraio 1892 – Figline Valdarno, 10 marzo 1966) è stato un missionario e vescovo cattolico italiano.

## Biografia
Nato a Rignano sull'Arno, il 21 luglio 1908 abbracciò la vita religiosa tra i francescani del convento della Verna. Studiò a Roma nel Pontificio istituto orientale e fu ordinato prete il 24 agosto 1920.
Assegnato alle missioni in Cina, nel 1922 raggiunse Laohekou dove, fino al 1924, fu docente nel seminario locale; fu poi rettore del seminario di Jingzhou fino al 1927.
Nel 1930, dopo le dimissioni di Ermenegildo Ricci, fu chiamato ad amministrare il vicariato apostolico di Laohekou.
Il 28 gennaio 1932 fu eletto vescovo titolare di Aspendo e vicario apostolico di Laohekou. Nel 1933 fondò la congregazione indigena delle terziarie francescane di Santa Teresa del Bambino Gesù. L'11 aprile 1946 fu trasferito alla sede residenziale di Laohekou.
Dovette affrontare gravi difficoltà prima a causa della guerra sino-giapponese e poi per l'avvento al potere del regime comunista: il 28 febbraio 1952 fu arrestato e imprigionato fino al 17 settembre 1955, quando fu esiliato a Hong Kong.
Rientrato in Italia nel novembre successivo, si ritirò nel convento dei frati minori di Incisa Valdarno.
Prese parte alle prime tre sessioni del Concilio Vaticano II.
Morì nel 1966 e fu sepolto nella chiesa dei Santi Cosma e Damiano al Vivaio a Incisa Valdarno.

## Genealogia episcopale e successione apostolica
La genealogia episcopale è:
- Cardinale Guillaume d'Estouteville, O.S.B.Clun.
- Papa Sisto IV
- Papa Giulio II
- Cardinale Raffaele Riario
- Papa Leone X
- Papa Clemente VII
- Cardinale Antonio Sanseverino, O.S.Io.Hier.
- Cardinale Giovanni Michele Saraceni
- Papa Pio V
- Cardinale Innico d'Avalos d'Aragona, O.S.Iacobi
- Cardinale Scipione Gonzaga
- Patriarca Fabio Biondi
- Papa Urbano VIII
- Cardinale Cosimo de Torres
- Cardinale Francesco Maria Brancaccio
- Vescovo Miguel Juan Balaguer Camarasa, O.S.Io.Hier.
- Papa Alessandro VII
- Cardinale Neri Corsini
- Vescovo Francesco Ravizza
- Cardinale Veríssimo de Lencastre
- Arcivescovo João de Sousa
- Vescovo Álvaro de Abranches e Noronha
- Cardinale Nuno da Cunha e Ataíde
- Cardinale Tomás de Almeida
- Cardinale João Cosme da Cunha, C.R.S.A.
- Arcivescovo Francisco da Assunção e Brito, O.E.S.A.
- Vescovo Alexandre de Gouveia, T.O.R.
- Vescovo Caetano Pires Pereira, C.M.
- Vescovo Gioacchino Salvetti, O.F.M.Obs.
- Vescovo Lodovico Maria Besi
- Vescovo Francesco Saverio Maresca, O.F.M.
- Vescovo Luigi Celestino Spelta, O.F.M.Ref.
- Vescovo Eustachio Vito Modesto Zanoli, O.F.M.Ref.
- Vescovo Simeone Volonteri, P.I.M.E.
- Vescovo Vincenzo Epifanio Carlassare, O.F.M.Ref.
- Vescovo Agapito Augusto Fiorentini,O.F.M.
- Vescovo Eugenio Massi, O.F.M.
- Vescovo Alfonso Maria Ferroni, O.F.M.

La successione apostolica è:
- Vescovo Pietro Massa, P.I.M.E. (1938)